# Ducario

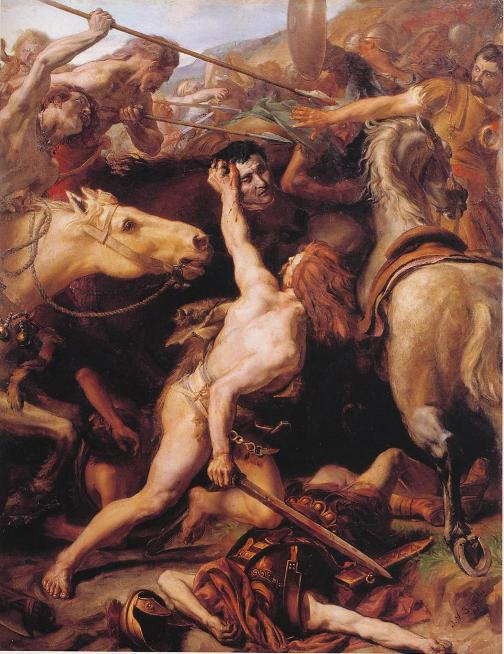
Joseph-Noël Sylvestre, Il gallo Ducario decapita il generale romano Flaminio nella battaglia del Trasimeno (Museo di Béziers).

Ducario (in latino Ducario o Ducarius; Mediolanum o Lodi, III secolo a.C. – ...) è stato un militare gallico, cavaliere della tribù celta degli Insubri, passato alla storia per aver ucciso il console romano Gaio Flaminio Nepote nella battaglia del lago Trasimeno.

## Biografia
Alcuni storici locali sostengono che Ducario (Insuber eques, Ducario nomen erat, lo chiama Livio) fosse un nobile cavaliere di Mediolanum, mentre altri ritengono che "i nostri campi e la nostra città" citate da Livio si riferiscano alla città celta di Alauda (attuale Lodi). Una cosa va messa bene in chiaro, che la città espugnata da Flaminio (qui legiones nostras cecidit, agrosque et urbem est depopulatus) non poteva essere Mediolanum, che fu invece conquistata dal console del 222 a.C. Gneo Cornelio.
Non si sa niente della sua vita, tranne che comandava gli Insubri che, quando Annibale varcò le Alpi, si ribellarono alla dominazione romana e, durante la battaglia del Trasimeno del 24 giugno 217 a.C., combatterono al fianco dei Cartaginesi e dei loro alleati contro Roma. In questa battaglia Ducario uccise lo scudiero del console e poi lo stesso console Gaio Flaminio Nepote.
L'uccisione di Flaminio è dettagliatamente raccontata da Tito Livio:
(Tito Livio, Storia di Roma dalla sua fondazione, XXII, 6, 1-4)
La morte del console viene raccontata anche da Polibio, ma in maniera molto più breve e generica, senza che venga fatto il nome di Ducario:
(Polibio, Storie, III, 84, 6)

## Nel fumetto
- Giovanni Brizzi, Sergio Tisselli, Occhi di lupo. Un'avventura ai tempi di Annibale, Monzuno, Savena Setta Sambro, 2004.
- Giovanni Brizzi, Giovanni Marchi, Sergio Tisselli, Foreste di morte. La saga di Ducario il Gallico: episodio secondo, Bologna, Alessandro editore, 2006.